# أوك بارك هايتس
أوك بارك هايتس (بالإنجليزية: Oak Park Heights, Minnesota)‏ هي مدينة تقع في ولاية مينيسوتا في الولايات المتحدة. تبلغ مساحة هذه المدينة 7.85 (كم²)، وترتفع عن سطح البحر 239 م، بلغ عدد سكانها 4339 نسمة في عام 2010 حسب إحصاء مكتب تعداد الولايات المتحدة.

## التركيبة السكانية
قام مكتب تعداد الولايات المتحدة بتحديد بيانات التركيبة السكانية لأوك بارك هايتسفي تعداد الولايات المتحدة. في ما يلي، التركيبة السكانية حسب تعدادي 2000 و2010.

### تعداد عام 2000
بلغ عدد سكان أوك بارك هايتس 3,957 نسمة بحسب تعداد عام 2000، وبلغ عدد الأسر 1,528 أسرة وعدد العائلات 921 عائلة مقيمة في المدينة. في حين سجلت الكثافة السكانية 1,313.6 نسمة لكل ميل مربع (507.2/كم2). وبلغ عدد الوحدات السكنية 1,581 وحدة بمتوسط كثافة قدره 524.8 نسمة لكل ميل مربع (202.6/كم2).
وتوزع التركيب العرقي للمدينة بنسبة 91.03% من البيض و 0.91% من الأمريكيين الأصليين و 1.29% من الأمريكيين ذوي الأصول الآسيوية و 0.03% من سكان جزر المحيط الهادئ و 4.42% من الأمريكيين الأفارقة و 1.69% من عرقين مختلطين أو أكثر.
بلغ عدد الأسر 1,528 أسرة كانت نسبة 30.6% منها لديها أطفال تحت سن الثامنة عشر تعيش معهم، وبلغت نسبة الأزواج القاطنين مع بعضهم البعض 45.7% من أصل المجموع الكلي للأسر، ونسبة 10.1% من الأسر كان لديها معيلات من الإناث دون وجود شريك، وكانت نسبة 39.7% من غير العائلات. تألفت نسبة 34.8% من أصل جميع الأسر من أفراد ونسبة 16.2% كانوا يعيش معهم شخص وحيد يبلغ من العمر 65 عاماً فما فوق. وبلغ متوسط حجم الأسرة المعيشية 2.94، أما متوسط حجم العائلات فبلغ 2.26.
بلغ العمر الوسطي للسكان 36 عاماً. وكانت نسبة 21.8% من القاطنين تحت سن الثامنة عشر، وكانت نسبة 9.1% بين الثامنة عشر والأربعة وعشرون عاماً، ونسبة 34.4% كانت واقعةً في الفئة العمرية ما بين الخامسة والعشرون حتى والأربعة وأربعون عاماً، ونسبة 21.8% كانت ما بين الخامسة والأربعون حتى الرابعة والستون، ونسبة 12.8% كانت ضمن فئة الخامسة والستون عاماً فما فوق. يوجد لكل 100 أنثى 117.5 ذكر، ويوجد لكل 100 أنثى في الثامنة عشر من عمرها فما فوق 119.3 ذكر.
بلغ متوسط دخل الأسرة في المدينة 48,425 دولار، أما متوسط دخل العائلة فبلغ 69,485 دولار. وكان متوسط دخل الذكور 46,558 دولار مقابل 30,788 دولار للإناث. وسجل دخل الفرد الخاص بالمدينة 23,293 دولار. وكانت نسبة 2.1% من العائلات ونسبة 3.4% من السكان تحت خط الفقر، وكان من هؤلاء نسبة 2.9% تحت سن الثامنة عشر ونسبة 6.2% في الخامسة والستين من العمر وما فوق.

### تعداد عام 2010
بلغ عدد سكان أوك بارك هايتس 4,339 نسمة بحسب تعداد عام 2010، وبلغ عدد الأسر 1,842 أسرة وعدد العائلات 980 عائلة مقيمة في المدينة. في حين سجلت الكثافة السكانية 1,456.0 نسمة لكل ميل مربع (562.2/كم2). وبلغ عدد الوحدات السكنية 2,039 وحدة بمتوسط كثافة قدره 684.2 لكل ميل مربع (264.2/كم2).
وتوزع التركيب العرقي للمدينة بنسبة 89.8% من البيض و 1.6% من الأمريكيين الأصليين و 2.0% من الأمريكيين ذوي الأصول الآسيوية و 4.5% من الأمريكيين الأفارقة و 1.5% من عرقين مختلطين أو أكثر.
بلغ عدد الأسر 1,842 أسرة كانت نسبة 23.1% منها لديها أطفال تحت سن الثامنة عشر تعيش معهم، وبلغت نسبة الأزواج القاطنين مع بعضهم البعض 40.7% من أصل المجموع الكلي للأسر، ونسبة 8.5% من الأسر كان لديها معيلات من الإناث دون وجود شريك، بينما كانت نسبة 4.1% من الأسر لديها معيلون من الذكور دون وجود شريكة وكانت نسبة 46.8% من غير العائلات. تألفت نسبة 42.6% من أصل جميع الأسر من أفراد ونسبة 24.4% كانوا يعيش معهم شخص وحيد يبلغ من العمر 65 عاماً فما فوق. وبلغ متوسط حجم الأسرة المعيشية 2.83، أما متوسط حجم العائلات فبلغ 2.06.
بلغ العمر الوسطي للسكان 44.9 عاماً. وكانت نسبة 17.8% من القاطنين تحت سن الثامنة عشر، وكانت نسبة 8% بين الثامنة عشر والأربعة وعشرون عاماً، ونسبة 24.3% كانت واقعةً في الفئة العمرية ما بين الخامسة والعشرون حتى والأربعة وأربعون عاماً، ونسبة 27% كانت ما بين الخامسة والأربعون حتى الرابعة والستون، ونسبة 23% كانت ضمن فئة الخامسة والستون عاماً فما فوق. وتوزع التركيب الجنسي للسكان بنسبة 52.1% ذكور و47.9% إناث.

## وصلات خارجية
- www.cityofoakparkheights.com
- The US50 - Cities and Towns in Minnesota State